# Exposition spécialisée de 1998
 (mai 2009).
Si vous disposez d'ouvrages ou d'articles de référence ou si vous connaissez des sites web de qualité traitant du thème abordé ici, merci de compléter l'article en donnant les références utiles à sa vérifiabilité et en les liant à la section « Notes et références ».
L'exposition spécialisée de Lisbonne 1998 ou Expo '98 est une exposition dite « spécialisée » qui a eu lieu du 22 mai au 30 septembre 1998.
Elle s'est tenue à Lisbonne (Portugal) et eut pour thème : « Les océan, un patrimoine pour l’avenir ».
Cette exposition eut lieu à l'est de la capitale portugaise, au bord du Tage, à quelques kilomètres du centre-ville, quartier d'Olivais, sur une ancienne zone industrielle rasée, réhabilitée, et renommée Parc des Nations à cette occasion, et desservie par la gare d'Oriente. L'objectif n'était pas de créer une infrastructure temporaire, mais un nouveau quartier pour la ville. L'exposition s'étendait sur soixante-dix hectares et accueillait cent soixante pays et organisations.

## Les pavillons thématiques

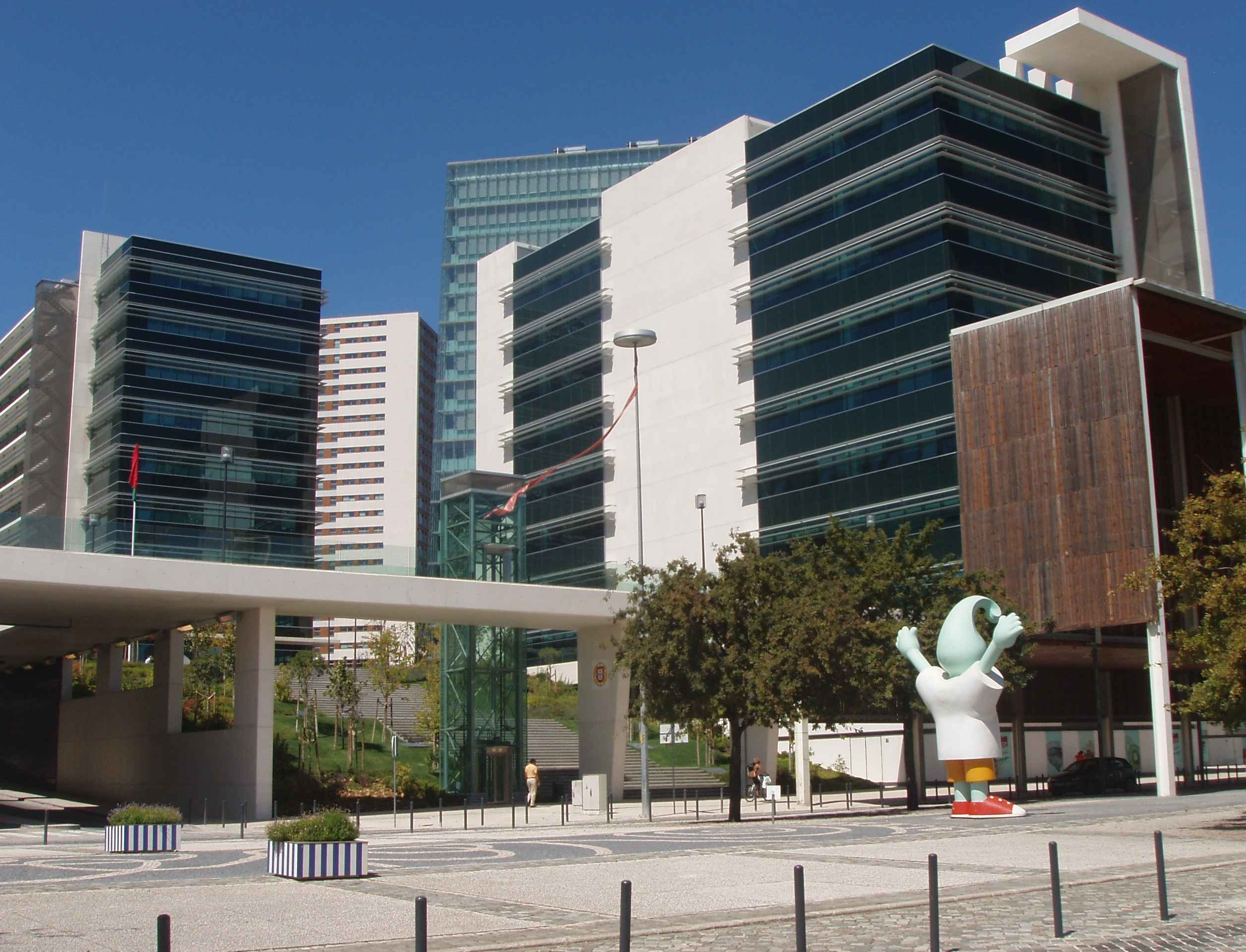
Parque das Nações, à Lisbonne (anciennement site de l'Expo '98), au premier plan, on aperçoit la mascotte de l'expo

Le pavillon du Portugal qui présente essentiellement la relation entre l'homme et la mer à travers les temps.
Le pavillon des océans est toujours en activité. C'est un Oceanarium. Il présente les mers ouvertes, avec sa faune, depuis les bancs de sardines jusqu'aux thons, requins et une infinité de variétés aquatiques.
Le pavillon de la connaissance des mers montre le processus historique par lequel l'homme s'est intéressé aux mystères de l'océan.
Le pavillon de l'utopien est un amphithéâtre comprenant 16 000 places assises qui accueille quatre fois par jour, un spectacle sur le thème de l'Exposition. Le Pavillon de l'Utopie est devenu le Pavillon Polyvalent de Lisbonne et un centre des Congrès d'une capacité d'accueil de 16 000 places.
Le pavillon du futur nous présente tous les scénarios envisageables pour l'exploitation future des océans.
Oceania : le pavillon de la réalité virtuelle présente une aventure virtuelle au fond des mers et des océans.

## Reconversion
L'exposition ferme ses portes le 30 septembre 1998. Le site resta fermé jusqu'en février 1999, date à laquelle rouvrit le Parque das Nações (Parc des Nations), un parc en libre accès, conservant les jardins, l’Oceanarium (le plus grand aquarium d’Europe), la tour d'observation, le funiculaire et le pavillon de la réalité virtuelle. D'autres bâtiments furent réaffectés avant d'être rouverts, comme :
- l'entrée principale (porte du soleil), convertie en centre commercial Vasco de Gama d'intérêt régional (ouvert le 27 avril 1999) ;

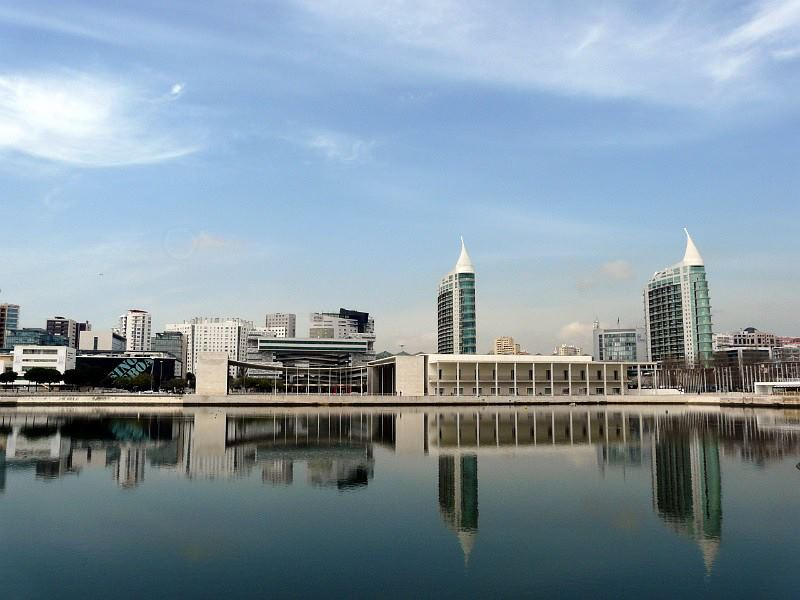
Lisbonne Oriente

- les pavillons principaux, convertis en Feira Internacional de Lisboa (Foire internationale de Lisbonne) ;
- le pavillon de l'Utopie, transformée en Pavilhão Atlântico, la principale salle de spectacles couverte et polyvalente de Lisbonne ;
- le pavillon de la connaissance des mers, affecté en pavillon de la connaissance, un musée scientifique pédagogique ;
- un autre pavillon de l’Exposition qui fut réaffecté pour un temps en bowling avant d’être finalement détruit.
- le pavillon du Futur, aujourd'hui le Casino de Lisbonne.

À l'intérieur du Parc des Nations tout autre bâtiment ou parcelle vacante fut vendu pour y mettre des bureaux ou des logements, afin de compenser les coûts de l’Exposition. Il a été prévu de démolir le pavillon de la Réalité virtuelle.
Le lieu est maintenant un quartier prospère, moderne et chic, drainant 18 millions de touristes par an, venant visiter les jardins, les musées, les commerces et les bâtiments modernes. C’est aujourd'hui devenu un quartier de 25 000 habitants et l’un des principaux centres d’affaires de la ville, où de nombreux sièges sociaux d’entreprises internationales se sont installés sur l’avenue principale.
Parque Expo, l'organisme de gestion de l'exposition, a été maintenu après l'événement, gérant non seulement le Parque das Nações, mais, grâce à ses compétences acquises en matière d’urbanisme et de réaménagement urbain, a une activité de conseiller et de consultant auprès d'autres villes à travers le monde.
Le Parc du Tage est un jardin public créé à la suite de l'Exposition, et basé sur l'idée de restaurer la qualité de l'environnement face au fleuve Tage.